# Schönberg (Sachsen)

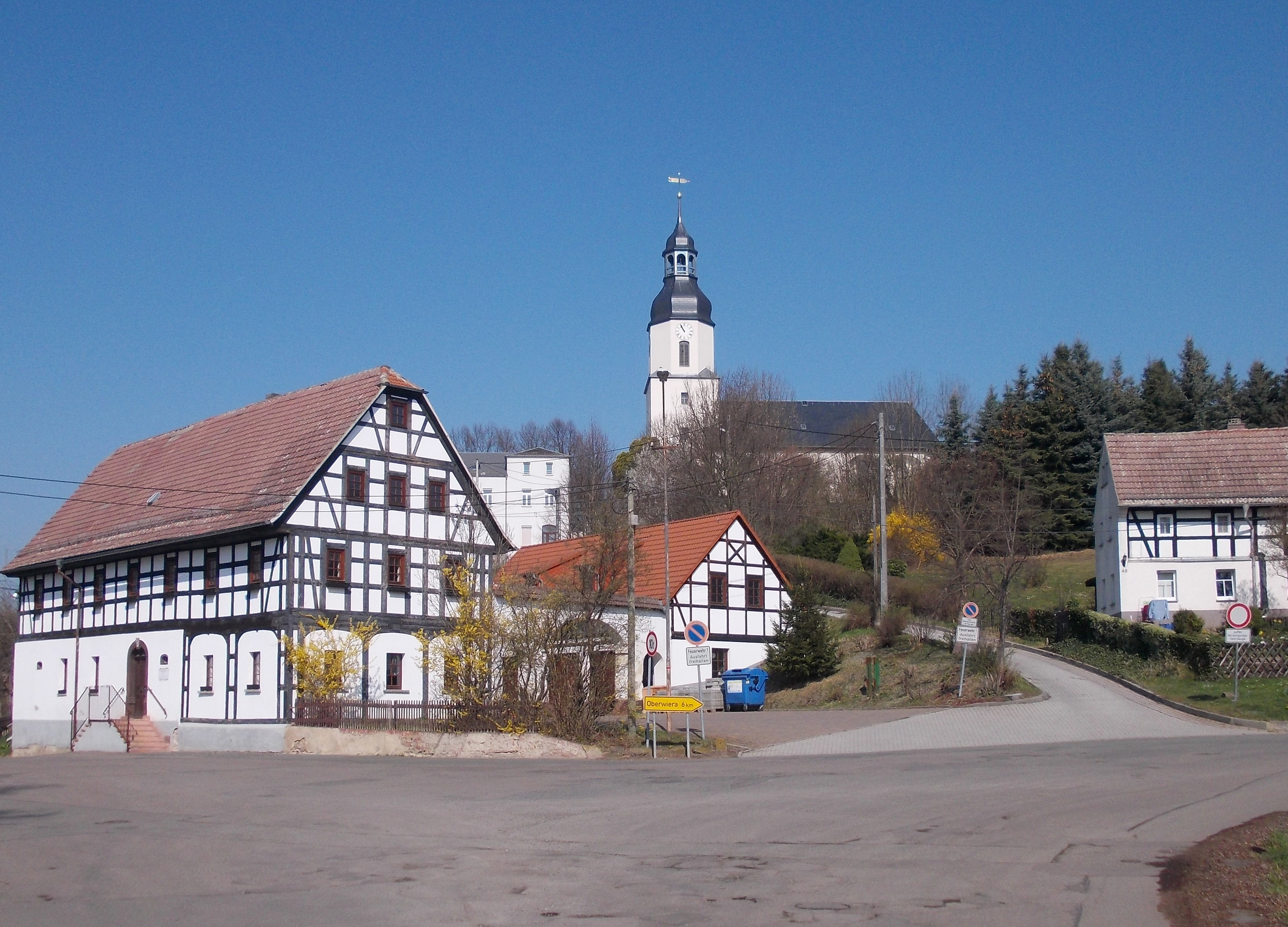
Blick zur Kirche in Schönberg

Schönberg ist eine Gemeinde im Nordwesten des sächsischen Landkreises Zwickau. Sie ist Mitglied der Verwaltungsgemeinschaft Meerane-Schönberg.

## Geografie

### Geografische Lage und Verkehr
Schönberg liegt im äußersten nordwestlichen Zipfel des Landkreises Zwickau an der Grenze zu Thüringen, in einem dicht besiedelten Gebiet am Nordwestrand des Erzgebirgischen Beckens. Die Stadt Meerane liegt 2 km westlich der Gemeinde. Die südlich verlaufende A 4 ist über den Anschluss Glauchau zu erreichen. Westlich der Gemeinde verläuft die B 93 und östlich die B 180.

### Nachbargemeinden
| Gemeinde Gößnitz im Landkreis Altenburger Land im Freistaat Thüringen | Gemeinde Nobitz im Landkreis Altenburger Land im Freistaat Thüringen | Gemeinde Oberwiera im Landkreis Zwickau |
|                                                                       | Kompassrose, die auf Nachbargemeinden zeigt                          |                                         |
| Stadt Meerane im Landkreis Zwickau                                    |                                                                      | Gemeinde Remse im Landkreis Zwickau     |

### Gemeindegliederung
Die Gemeinde besteht aus den Ortsteilen Schönberg, Köthel, Pfaffroda und Tettau. Zudem befinden sich im Ortsteil Tettau die Ortslagen Oberdorf und Wünschendorf und im Ortsteil Pfaffroda befindet sich die Ortslage Breitenbach.

## Geschichte
Der Ort Schönberg wurde im Jahr 1390 als „Schönberg“ erwähnt. Bezüglich der politischen Verwaltung gehörte Schönberg zu den Schönburgischen Herrschaften. Der Ort unterstand zunächst einem schönburgischen Vasallengericht, das um 1599 zur Grundherrschaft des Ritterguts Mosel und im Jahr 1820 zur Grundherrschaft des schönburgischen Ritterguts Hainichen im Herzogtum Sachsen-Altenburg gehörte. Im 19. Jahrhundert unterstand Schönberg um 1816 der schönburgischen Herrschaft Glauchau und um 1843 der schönburgischen Herrschaft Waldenburg. Schönberg erhielt im Jahr 1836/37 eine neue Kirche. Ein Vorgängerbau war im Jahr 1592 durch einen Blitzschlag völlig abgebrannt.
Nachdem auch auf dem Gebiet der Rezessherrschaften Schönburg im Jahr 1878 eine Verwaltungsreform durchgeführt wurde, kam Schönberg im Jahr 1880 zur neu gegründeten Amtshauptmannschaft Glauchau. Durch die zweite Kreisreform in der DDR kam die Gemeinde Schönberg im Jahr 1952 zum Kreis Glauchau im Bezirk Chemnitz (1953 in Bezirk Karl-Marx-Stadt umbenannt), der ab 1990 als sächsischer Landkreis Glauchau fortgeführt wurde und 1994 im Landkreis Chemnitzer Land bzw. 2008 im Landkreis Zwickau aufging.

### Eingemeindungen
| Ehemalige Gemeinde | Datum          | Anmerkung                                                                 |
| ------------------ | -------------- | ------------------------------------------------------------------------- |
| Breitenbach        | 1. Juli 1950   | Eingemeindung nach Pfaffroda                                              |
| Dittrich           | 1. Juli 1950   | Eingemeindung nach Pfaffroda, am 1. Januar 1974 nach Meerane umgegliedert |
| Köthel             | 1. März 1965   |                                                                           |
| Oberdorf           | 1. Juli 1950   | Eingemeindung nach Tettau                                                 |
| Pfaffroda          | 1. Januar 1974 |                                                                           |
| Tettau             | 1. Januar 1974 |                                                                           |
| Wünschendorf       | 1. Juli 1950   | Eingemeindung nach Tettau                                                 |

### Einwohnerentwicklung
Am 3. Oktober 1990 zählte Schönberg 897 Einwohner.
Die nachstehenden Einwohnerzahlen beziehen sich auf den 31. Dezember des jeweiligen Jahres:
| - 1998: 993 - 1999: 993 - 2000: 979 - 2001: 997 - 2002: 989 | - 2003: 1001 - 2004: 1002 - 2005: 1007 - 2006: 1003 - 2007: 0990 | - 2008: 975 - 2009: 967 - 2010: 956 - 2011: 953 - 2012: 941 | - 2013: 949 - 2014: 936 - 2015: 942 - 2016: 924 - 2017: 916 | - 2018: 903 - 2019: 899 |

 Datenquelle: Statistisches Landesamt des Freistaates Sachsen

## Politik

### Gemeinderat
Seit der Gemeinderatswahl am 9. Juni 2024 verteilen sich die 10 Sitze des Gemeinderates folgendermaßen auf die einzelnen Gruppierungen:
- CDU: 6 Sitze
- Tettauer Dorf- und Heimatverein (THV): 2 Sitze
- Feuerwehrförderverein Pfaffroda (FwFV): 2 Sitze

| Gemeinderat ab 2024Insgesamt 10 Sitze - THV: 2 - FwPB: 2 - CDU: 6 | Liste                                             | 2024   | 2024   | 2019   | 2019   | 2014   | 2014   |
| Gemeinderat ab 2024Insgesamt 10 Sitze - THV: 2 - FwPB: 2 - CDU: 6 | Liste                                             | Sitze  | in %   | Sitze  | in %   | Sitze  | in %   |
| Gemeinderat ab 2024Insgesamt 10 Sitze - THV: 2 - FwPB: 2 - CDU: 6 | CDU                                               | 6      | 53,4   | 5      | 48,2   | 6      | 51,8   |
| Gemeinderat ab 2024Insgesamt 10 Sitze - THV: 2 - FwPB: 2 - CDU: 6 | Tettauer Dorf- und Heimatverein                   | 2      | 24,3   | 3      | 30,9   | 3      | 29,0   |
| Gemeinderat ab 2024Insgesamt 10 Sitze - THV: 2 - FwPB: 2 - CDU: 6 | Feuerwehrförderverein Pfaffroda-Breitenbach e. V. | 2      | 22,3   | 2      | 20,9   | 1      | 14,8   |
| Gemeinderat ab 2024Insgesamt 10 Sitze - THV: 2 - FwPB: 2 - CDU: 6 | Sportverein Schönberg                             | –      | –      | –      | –      | –      | 4,4    |
| Gemeinderat ab 2024Insgesamt 10 Sitze - THV: 2 - FwPB: 2 - CDU: 6 | Wahlbeteiligung                                   | 82,9 % | 82,9 % | 79,4 % | 79,4 % | 69,6 % | 69,6 % |

### Bürgermeister
Bürgermeister von Schönberg ist Dietmar Öhler (CDU). Er wurde zuletzt 2022 im Amt bestätigt.
| Wahl | Bürgermeister    | Vorschlag | Wahlergebnis (in %) |
| ---- | ---------------- | --------- | ------------------- |
| 2022 | Dietmar Öhler    | CDU       | 77,3                |
| 2015 | Dietmar Öhler    | CDU       | 97,5                |
| 2008 | Dietmar Öhler    | CDU       | 76,1                |
| 2001 | Winfried Schulze | CDU       | 98,8                |

## Sehenswürdigkeiten
- Kirchen in Schönberg, Tettau und Pfaffroda
- Tettauer Windmühle

## Persönlichkeiten
- Joachim Krause (* 1946), Chemiker, Theologe und Schriftsteller – seit 1982 in Schönberg